# Omloop Het Nieuwsblad 2018
L'Omloop Het Nieuwsblad 2018, settantatreesima edizione della corsa e valevole come quarta prova dell'UCI World Tour 2018 categoria 1.UWT, si svolse il 24 febbraio 2018 su un percorso di 196,2 km, con partenza da Gand e arrivo a Meerbeke, in Belgio. La vittoria fu appannaggio del danese Michael Valgren, che completò il percorso in 4h50'14", alla media di 40,519 km/h, precedendo il polacco Łukasz Wiśniowski e il belga Sep Vanmarcke.
Sul traguardo di Meerbeke 98 ciclisti, su 175 partiti da Gand, portarono a termine la competizione.

## Squadre e corridori partecipanti
| N.      | Cod. | Squadra                        |
| ------- | ---- | ------------------------------ |
| 1-7     | BMC  | BMC Racing Team                |
| 11-17   | ALM  | AG2R La Mondiale               |
| 21-27   | AST  | Astana Pro Team                |
| 31-37   | TBM  | Bahrain-Merida                 |
| 41-47   | BOH  | Bora-Hansgrohe                 |
| 51-57   | EFD  | Team EF Education First-Drapac |
| 61-67   | FDJ  | FDJ                            |
| 71-77   | LTS  | Lotto Soudal                   |
| 81-87   | MTS  | Mitchelton-Scott               |
| 91-97   | QST  | Quick-Step Floors              |
| 101-107 | DDD  | Team Dimension Data            |
| 111-117 | TKA  | Team Katusha Alpecin           |
| 121-127 | TLJ  | Team Lotto NL-Jumbo            |

| N.      | Cod. | Squadra                      |
| ------- | ---- | ---------------------------- |
| 131-137 | SKY  | Team Sky                     |
| 141-147 | SUN  | Team Sunweb                  |
| 151-157 | TFS  | Trek-Segafredo               |
| 161-167 | UAD  | UAE Team Emirates            |
| 171-177 | COF  | Cofidis, Solutions Crédits   |
| 181-187 | RNL  | Roompot-Nederlandse Loterij  |
| 191-197 | SVB  | Sport Vlaanderen-Baloise     |
| 201-207 | FST  | Team Fortuneo-Samsic         |
| 211-217 | VWC  | Veranda's Willems-Crelan     |
| 221-227 | VCC  | Vital Concept Cycling Club   |
| 231-237 | WGG  | Wanty-Groupe Gobert          |
| 241-247 | WVA  | WB Aqua Protect Veranclassic |

## Ordine d'arrivo (Top 10)
| Pos. | Corridore          | Squadra      | Tempo    |
| ---- | ------------------ | ------------ | -------- |
| 1    | Michael Valgren    | Astana       | 4h50'14" |
| 2    | Łukasz Wiśniowski  | Sky          | a 12"    |
| 3    | Sep Vanmarcke      | Educ. First  | s.t.     |
| 4    | Jasper Stuyven     | Trek         | s.t.     |
| 5    | Philippe Gilbert   | Quick-Step   | s.t.     |
| 6    | Edward Theuns      | Sunweb       | s.t.     |
| 7    | Bert Van Lerberghe | Cofidis      | s.t.     |
| 8    | Sonny Colbrelli    | Bahrain-Mer. | s.t.     |
| 9    | Arnaud Démare      | FDJ          | s.t.     |
| 10   | Marcus Burghardt   | Bora         | s.t.     |